# 萌え萌え2次大戦（略）3
『萌え萌え2次大戦（略）3』(もえもえにじたいせんかっこりゃく3)は、システムソフト・アルファーより発売されたシミュレーション＋アドベンチャーゲーム。PC版は2017年1月26日、PlayStation 4版およびPlayStation Vita版は2017年2月16日に発売された。

## ゲーム内容
大戦略シリーズの派生作品、『萌え萌え2次大戦(略)』のナンバリング上の第3作。これまでの作品同様、第二次世界大戦における兵器を少女型に擬人化した「鋼の乙女」が登場し、そのキャラクター達を中心に戦闘を行い、物語を進めていく。いずれのハードも共通で3つのシナリオがあり、それぞれ「日本ルート」「連合ルート」「ドイツルート」となっている。また、補給なしで戦闘を進める「サバイバルモード」が従来通り用意されている。
本作では「超進化」がキーワードとされ、いくつかの新要素が導入された。

### 新要素
マップシステム
従来の戦闘における2Dマップを3D化。大戦略シリーズの特徴である六角形のマスを取り払い、移動や攻撃に用いられる範囲は円形となった。マスが無いため、距離も自由化されている。
陸海空ユニットを全ての戦場に配置できる。また3D化に伴い、マップに高さが設定されるようになり、陸上マップには壁や木などの障害物が置かれ、本作ではこれらが地上ユニットの行動を制限する。
超進化
シナリオを進めることで、一部のキャラクターの姿が変化し性能が向上する。
コアの装備
本作から「コア」と呼ばれる、鋼の乙女に関する新しい設定が追加された。コアは戦闘中や戦闘後に入手でき、これを鋼の乙女に装備することで特定の効果を発揮できる。
修理パート
戦闘終了後、触れ合いながら鋼の乙女を修理できるパートが新しく導入された。これは萌え萌え2次大戦（略）シリーズの派生作品、『萌え萌え大戦争☆げんだいばーん』におけるコミュニケーションパートを、実質的に逆輸入したものである。
なお、前作の『萌え萌え2次大戦（略）2[chu～♪]』における「ミニゲーム」「鋼の乙女秘密図鑑」は廃止された。

## 登場人物
本作から新しく元人間の鋼の乙女と、黒鋼の乙女が登場している。

### 枢軸国

#### 日本

##### 新登場のキャラクター
レイカ
元兵器：零式艦上戦闘機 二一型/原画：とらんき/声：石上静香
ショウカ
元兵器：航空母艦 翔鶴/原画：ムク/ボイス：澤宮菜穂
アイ
元兵器：九九式艦上爆撃機/原画：佐倉りお/声：西野ゆみこ
カガ
元兵器：航空母艦 加賀/原画：ぼに～/声：高城みつ
ムラサキ
元兵器：局地戦闘機 紫電/原画：により/声：尾崎真実
コンゴウ
元兵器：超弩級巡洋戦艦 金剛/原画：佐倉りお/声：あさみほとり
チト
元兵器：四式中戦車/原画：イオリ/声：眞田朱音
イコ
元兵器：伊号第十九潜水艦/原画：こまめ丸/声：成瀬未亜
ナガト
元兵器：戦艦 長門/原画：すずきめい/声：安藤知花
トネ
元兵器：重巡洋艦 利根/原画：T.A.K./声：平山縁
ユキカゼ
元兵器：駆逐艦 雪風/原画：こげどんぼ*/声：幡宮かのこ
アキ
元兵器：駆逐艦 秋月/原画：イオリ/声：田中理々

##### 既存のキャラクター
ナナ
元兵器：九七式艦上攻撃機/原画：北爪宏幸/声：桜庭みき
てんざん
元兵器：艦上攻撃機 天山/原画：菅家智則/声：成瀬未亜
はやぶさ
元兵器：一式戦闘機 隼/原画：菅家智則/声：藤森ゆき奈
ひえん
元兵器：三式戦闘機 飛燕/原画：田中松太郎/声：神保巴
ふがく
元兵器：超重爆撃機 富嶽/原画：小梅けいと/声：小山さほみ
いちこ
元兵器：一式陸上攻撃機/原画：キリセ/声：橘志穂
やまと
元兵器：超弩級戦艦 大和/原画：美樹本晴彦　メカニックデザイン：梶原昌樹/声：小林眞紀
あかぎ
元兵器：航空母艦 赤城/原画：宇佐見遥/声：富山あかり
チハ
元兵器：九七式中戦車/原画：日吉丸/声：藤森ゆき奈

#### ドイツ

##### 新登場のキャラクター
ティナ
元兵器：ティーガーII重戦車/原画：〆鯖コハダ/声：尾崎真実
ビスマルク
元兵器：戦艦ビスマルク/原画：七六/声：小山さほみ
パンター
元兵器：V号戦車パンター/原画：きのこむし/声：安藤知花
フィア
元兵器：IV号戦車 F2型/原画：キョウセイ/声：西野ゆみこ
マウス
元兵器：超重戦車 マウス/原画：こみやひとま/声：あさみほとり
ベル
元兵器：フォッケウルフ Fw190A/原画：イオリ/声：平山縁
ウー＆トー
元兵器：UボートVIIA型 (U-29)/原画：空と海/声：藤森ゆき奈
ミリィ
元兵器：III号突撃砲G型/原画：きのこむし/声：幡宮かのこ

##### 既存のキャラクター
エーリヒ
元兵器：メッサーシュミット Bf109/原画：美樹本晴彦　メカニックデザイン：梶原昌樹/声：水口まつり
ルーデル
元兵器：Ju87 スツーカ/原画：六道神士/声：新堂真弓
レント
元兵器：爆撃機 Ju88/原画：菅家智則/声：高城みつ
フェイ
元兵器：ティーガーI重戦車/原画：藤沢孝/声：水口まつり
ヴィルヘルム
元兵器：Flak18 88mm高射砲/原画：こまめ丸/声：小山さほみ

#### イタリア

##### 新登場のキャラクター
メディオ
元兵器：M13/40中戦車/原画：nikoo/声：春日アン
アルマ
元兵器：P-40重戦車/原画：nikoo/声：眞田朱音

##### 既存のキャラクター
クラウディア
元兵器：戦闘機 マッキMC.202/原画：かぼちゃ/声：小林眞紀
ベローチェ
元兵器：L3軽戦車/原画：依澄れい/声：拝師みほ

### 連合国

#### アメリカ

##### 新登場のキャラクター
ベンデッタ
元兵器：TBF アベンジャー/原画：只野まぐ/声：高森奈津美
マリーシアス
元兵器：F4F ワイルドキャット/原画：ムク/声：能登有沙
フォト
元兵器：B-29 スーパーフォートレス/原画：あまみね/声：田辺留依
イブ
元兵器：SBD-2 ドーントレス/原画：まっくすめろん/声：立石めぐみ
パトリシア
元兵器：P-40 ウォーホーク/原画：まっくすめろん/声：新堂真弓
グランマ
元兵器：航空母艦 レキシントン/原画：くーろくろ/声：田中茉理花
レスト
元兵器：戦艦 アイオワ/原画：渋谷すさの/声：橘志穂
エシュウィネ
元兵器：航空母艦 エセックス/原画：plan/声：西野ゆみこ

##### 既存のキャラクター
エイミー
元兵器：M26パーシング/原画：Maruto!/声：藤森ゆき奈
ムスタング
元兵器：P-51 ムスタング/原画：柏餅よもぎ/声：高城みつ
アリス＆クラレンス
元兵器：P-38 ライトニング/原画：菅家智則/声：神保巴
ルリ
元兵器：航空母艦 エンタープライズ/原画：菅家智則/声：神保巴
フランシス
元兵器：駆逐艦 フレッチャー/原画：米柄了/声：春日アン
スチュワート
元兵器：M3軽戦車/原画：こまめ丸/声：藤森ゆき奈

#### イギリス

##### 新登場のキャラクター
ジョージ
元兵器：戦艦 キング・ジョージ5世/原画：おじろ/声：前田恵
メアリー
元兵器：フェアリー ソードフィッシュ/原画：あーさら/声：田中理々
ハリケーン
元兵器：ホーカー ハリケーン/原画：ひのほし☆/声：北村彩
エスト
元兵器：駆逐艦 エスコート/原画：により/声：あさみほとり
スピットファイア
元兵器：スーパーマリン スピットファイア/原画：T.A.K./声：(なし)

##### 既存のキャラクター
ラン
元兵器：爆撃機アブロランカスター/原画：北爪宏幸/声：中田順子
マチルダ
元兵器：マチルダII歩兵戦車/原画：六道神士/声：拝師みほ
シスター
元兵器：クルセイダー巡航戦車/原画：柏餅よもぎ/声：瑞沢渓
シン
元兵器：M4中戦車 シャーマン/原画：菅家智則/声：成瀬未亜

#### ソ連

##### 新登場のキャラクター
ミグ
元兵器：戦闘機 MiG-3/原画：MAKI/声：石上静香
ラヴォー
元兵器：戦闘機 La-5/原画：MAKI/声：高森奈津美
ヴォロシー
元兵器：KV-1重戦車/原画：アサクラククリ/声：松山紗香

##### 既存のキャラクター
リーリャ
元兵器：戦闘機 Yak-9/原画：依澄れい/声：平山縁
カチューシャ
元兵器：攻撃機イリューシンIl-2/原画：Maruto!/声：成瀬未亜
スターリナ
元兵器：IS-2重戦車/原画：六道神士/声：小山さほみ
ロジーナ
元兵器：T-34 中戦車/原画：藤沢孝/声：富山あかり

#### 中国

##### 既存のキャラクター
燕
元兵器：戦闘機 I-16/原画：西浦川貴樹/声：水口まつり